# Манчестерский Марк I

Манчестерский Марк I

Манчестерский Марк I (Manchester Mark I, сокр. Mk. 1; в переводе с англ. — «[Прототип] номер один, манчестерский») — один из первых полностью электронных компьютеров с хранимой в оперативной памяти программой, тем самым практически реализующий архитектуру фон Неймана. Проект был санкционирован Министерством обороны Великобритании и финансировался Министерством снабжения Великобритании из Государственного бюджета Великобритании для использования в рамках ядерной программы Великобритании. Стал первым ЭВМ, который использовал в качестве носителя информации магнитный барабан.

## История
Компьютер был создан в Манчестерском университете в Великобритании. Был построен к апрелю 1949 года, и к началу лета сотрудники университета уже использовали новый компьютер для различных вычислений (в том числе для изучения чисел Мерсенна). В ночь 16—17 июня 1949 года Марк I впервые проработал 9 часов без единой ошибки.
К октябрю 1949 года был в значительной степени перестроен; получил устройства для чтения и записи перфоленты, а также возможность ввода-вывода с магнитного барабана во время работы программы (у изначального апрельского варианта машины для чтения барабана оператору требовалось остановить программу и вручную, при помощи приборной панели, переводить данные с барабана в память).
Как и предыдущий компьютер Университета Манчестера (Манчестерская МЭМ), Марк I использовал память на основе электронно-лучевых трубок Уильямса.
В конце 1950 года университетский Марк I был разобран и в 1951 году его место занял преемник — первый в мире коммерческий компьютер Ferranti Mark 1.
Следующей в серии электронных вычислительных машин Манчестерского университета стала MEG (аббр. от англ. Megacycle Engine), послужившая основой для создания серийной коммерческой модели.

## Операционно-технические характеристики
- около 17 метров в длину
- 75 тысяч электронных ламп
- 3 тысячи механических реле
- память: 96 40-битных слов (4 трубки Уильямса)
- магнитный барабан: 1024—4096 40-битных слов
- процессор: 30 инструкций (26 в апрельском варианте), аккумуляторная архитектура, быстродействие 0,00056 MIPS (но для умножения — гораздо медленнее)

Данный компьютер производил вычисления с точностью до 23 значащих цифр и при этом выполнял операцию сложения за 3 секунды, а деления - за 12 секунд.